# Antena de Oro 2016
La llista de guardonats de la XLIV edició dels premis Antena de Oro 2016 va ser anunciada el 7 d'octubre de 2016. L'entrega va tenir lloc el 19 de novembre de 2016 al Gran Casino d'Aranjuez.

## Televisió
- Pedro Carreño, Telediario Fin de Semana, de La 1 de TVE.
- Pedro Piqueras, Informativos Telecinco, de Telecinco.
- Samanta Villar Fitó, 21 días de Cuatro.
- Roberto Brasero, home del temps a Antena 3.
- Cristina Saavedra Pita,Noticias 20 Horas, de La Sexta.
- Alfredo Urdaci Iriarte, Al Día de 13 TV.

## Ràdio
- José Antonio García, Las tardes del Ciudadano García', de RNE;
- Esther Eiros, Gente Viajera, de Onda Cero.
- Juan Pablo Polvorinos, Es Noticia, de esRadio.
- Capital Radio.
- Carles Francino, La Ventana, de la Cadena SER.
- Manolo Lama, Cadena COPE.

### Tauromaquia
- Helena de Borbó i de Grècia

### Cultura
- Ramón Torrelledó

## Política
- Jerónimo Saavedra Acevedo
- Alberto Núñez Feijóo

## Trajectòria professional
- José Antonio Martín Otín 'Petón'

## Extraordinaria
- Fundació Blas de Lezo
- Equip de periodistes de la DGT
- TVE en el seu 60è aniversari